# Луври
Луври (грч. Λούβρη) је насељено место у општини Горуша у периферији Западна Македонија, Грчка. Према попису из 2021. године било је 49 становника.
Према бугарском географу и историчару, Василу Канчову, у Луврију је 1900. године живело 200 Грка. Луври се налазе у области Населица, која је некада била насељена словенским становништвом које је касније хеленизовано.